# Australische Cricket-Nationalmannschaft in Neuseeland in der Saison 1992/93
Die Tour der australischen Cricket-Nationalmannschaft nach Neuseeland in der Saison 1992/93 fand vom 25. Februar bis zum 28. März 1993 statt. Die internationale Cricket-Tour war Bestandteil der Internationalen Cricket-Saison 1992/93 und umfasste drei Tests und fünf ODIs. Australien gewann die ODI-Serie 3–2, während die Test-Serie 1–1 unentschieden endete.

## Vorgeschichte
Neuseeland spielte zuvor eine Tour gegen Pakistan, Australien ein Drei-Nationen-Turnier in Australien.
Das letzte Aufeinandertreffen der beiden Mannschaften fand in der Saison 1990/91 in Australien statt.

## Stadien
Die folgenden Stadien wurden für die Tour als Austragungsort vorgesehen.
| Stadion        | Stadt        | Kapazität | Spiele          |
| -------------- | ------------ | --------- | --------------- |
| Eden Park      | Auckland     | 50.000    | 3. Test; 5. ODI |
| Lancaster Park | Christchurch | 38.628    | 1. Test; 2. ODI |
| Carisbrook     | Dunedin      | 29.000    | 1. ODI          |
| Seddon Park    | Hamilton     | 10.000    | 4. ODI          |
| Basin Reserve  | Wellington   | 11.000    | 2. Test; 3. ODI |

## Kaderlisten
Die folgenden Kader wurden von den Mannschaften benannt.
| Test | Test | ODI | ODI |
| Neuseeland | Australien | Neuseeland | Australien |
| --- | --- | --- | --- |
| - Tony Blain - Chris Cairns - Martin Crowe - Mark Greatbatch - Chris Harris - Richard Jones - Danny Morrison - Michael Owens - Adam Parore - Dipak Patel - Ken Rutherford - Murphy Su'a - Willie Watson - John Wright | - David Boon - Allan Border - Ian Healy - Merv Hughes - Justin Langer - Damien Martyn - Craig McDermott - Paul Reiffel - Mark Taylor - Shane Warne - Mark Waugh - Steve Waugh | - Tony Blain - Martin Crowe - Mark Greatbatch - Chris Harris - Richard Jones - Gavin Larsen - Rod Latham - Danny Morrison - Dipak Patel - Chris Pringle - Ken Rutherford - Willie Watson - Jeff Wilson | - David Boon - Allan Border - Tony Dodemaide - Ian Healy - Merv Hughes - Dean Jones - Damien Martyn - Tim May - Paul Reiffel - Mark Taylor - Shane Warne - Shane Warne - Mark Waugh |

### Erster Test in Christchurch
| 25. – 28. Februar Scorecard | Christchurch | Australien 485 (257.3)                           | – | Neuseeland 182 (86) & 243 (94.5) (f/o) |
|                             |              | Australien gewinnt mit einem Innings und 60 Runs |   |                                        |

### Zweiter Test in Wellington
| 4. – 8. März Scorecard | Wellington | Neuseeland 329 (135) & 210-7 (115) | – | Australien 298 (101.4) |
|                        |            | Remis                              |   |                        |

### Dritter Test in Auckland
| 12. – 16. März Scorecard | Auckland | Australien 139 (55.4) & 285 (106) | – | Neuseeland 224 (95.5) & 201-5 (72.4) |
|                          |          | Neuseeland gewinnt mit 5 Wickets  |   |                                      |

## One-Day Internationals

### Erstes ODI in Dunedin
| 19. März Scorecard | Dunedin | Australien 258-7 (50)           | – | Neuseeland 129 (42.2) |
|                    |         | Australien gewinnt mit 129 Runs |   |                       |

### Zweites ODI in Christchurch
| 21./22. März Scorecard | Christchurch | Neuseeland 196-8 (45/45)        | – | Australien 197-9 (44.3/45) |
|                        |              | Australien gewinnt mit 1 Wicket |   |                            |

### Drittes ODI in Wellington
| 24. März Scorecard | Wellington | Neuseeland 214 (50)            | – | Australien 126 (37.2) |
|                    |            | Neuseeland gewinnt mit 88 Runs |   |                       |

### Viertes ODI in Hamilton
| 27. März Scorecard | Hamilton | Australien 247-7 (50)            | – | Neuseeland 250-7 (49.4) |
|                    |          | Neuseeland gewinnt mit 3 Wickets |   |                         |

### Fünftes ODI in Auckland
| 28. März Scorecard | Auckland | Australien 232-8 (50)         | – | Neuseeland 229-8 (50) |
|                    |          | Australien gewinnt mit 3 Runs |   |                       |